# Hughes Peninsula
Hughes Peninsula är en udde i Antarktis. Den ligger i Västantarktis. Inget land gör anspråk på området.
Terrängen inåt land är platt österut, men västerut är den kuperad.  Trakten är obefolkad. Det finns inga samhällen i närheten.